# Les Sept Bonnettes

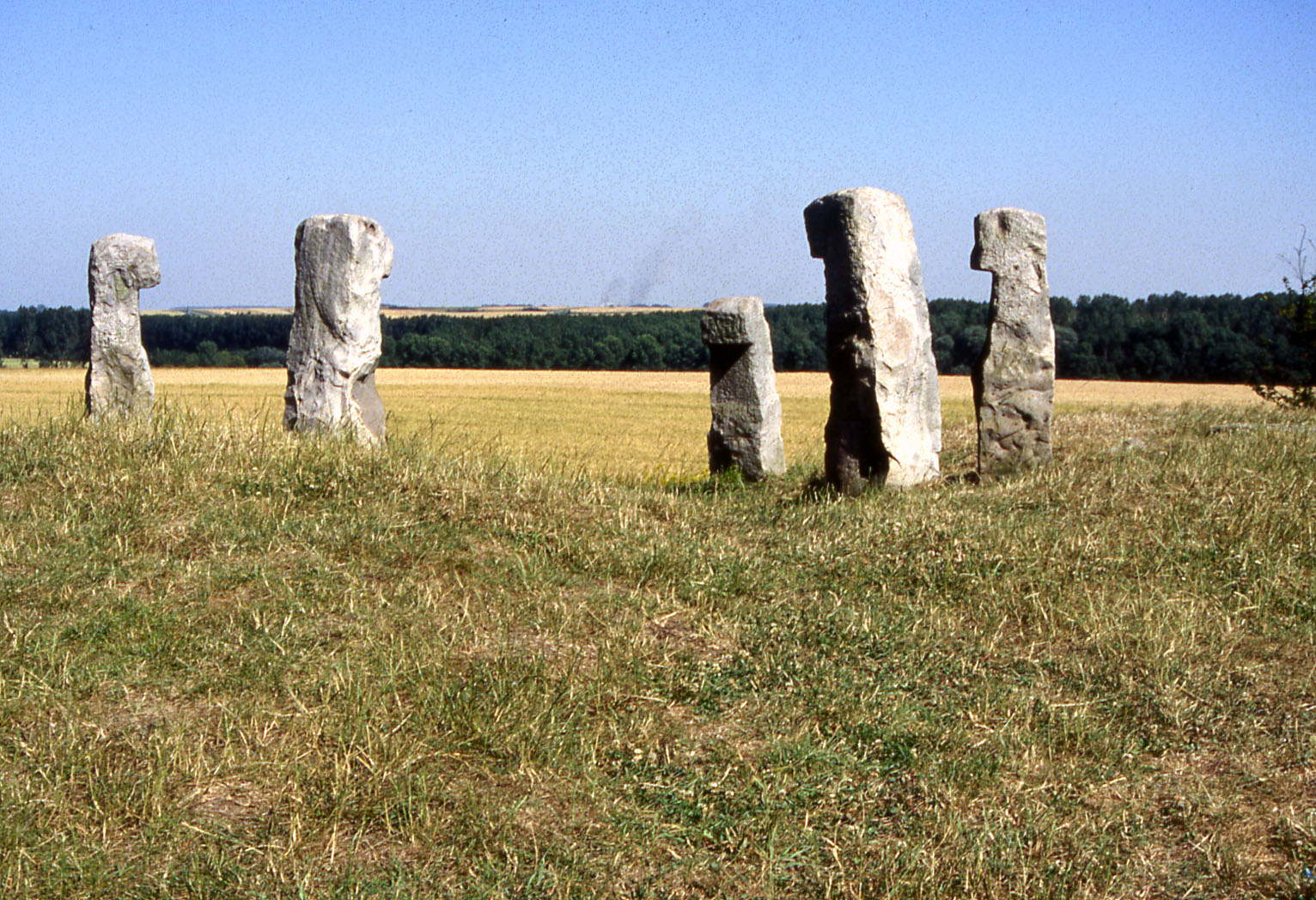
Les Sept Bonnettes

Der Steinkreis Les Sept Bonnettes (auch Les Bonnettes) steht in den Feldern südwestlich des Dorfes Sailly-en-Ostrevent zwischen Arras und Douai im Département Pas-de-Calais in Frankreich und besteht aus fünf (von einst sechs) erhaltenen Steinen von etwa einem Meter Höhe, die auf einem steilen, elliptischen Erdhügel von fünf Meter Höhe stehen. Der siebte Stein stand in der Mitte. Louis-Joseph Harbaville (1900–1961) beschrieb den vollständigen Kreis 1848 in seinem Buch Mémorial Historique et Archéologique du Département du Pas-de-Calais.
Die tief gegründeten Sandsteinmenhire stehen im Abstand von etwa 2,0 Metern und sind etwa 0,34 m breit. Ziemlich oben ist in dem Quader eine schräge Einkerbung, darüber springt eine 10 bis 12 Zentimeter lange Nase, pferdekopfartig in Richtung des Kreiszentrums vor. 
In der Nähe steht der Menhir Pierre du Diable (Lécluse).